# Anton Hellgrén
Per Anton Hellgrén, född 1 november 1828 i Piteå, död 25 juni 1905 i Vilhelmina, var en svensk kronolänsman. 
Han var riksdagsledamot i andra kammaren 1876–1884 för Degerfors, Lycksele och Åsele tingslags valkrets samt 1885–1887 och 1891 för Västerbottens västra domsagas valkrets.